# Erfinderische Tätigkeit
Erfinderische Tätigkeit (oder jargonhaft Erfindungshöhe) ist eine in vielen nationalen und übernationalen Patentgesetzen vorgeschriebene Voraussetzung für die Patentfähigkeit einer technischen Erfindung. Schon seit dem 19. Jahrhundert werden dafür neben der Neuheit auch das Beruhen auf einer erfinderischen Tätigkeit vorausgesetzt.

## Rechtsgrundlage

### Deutsches Patentgesetz (PatG), Europäisches Patentübereinkommen (EPÜ), französisches Patentgesetz (Loi sur les brevets d'invention)
§ 1 des deutschen Patentgesetzes (PatG) fordert qualitativ das Vorliegen „erfinderischer Tätigkeit“ als eine der Voraussetzungen für die Erteilung eines Patents auf eine technische Erfindung. § 4 PatG definiert näher, dass „... eine Erfindung [...] als auf einer erfinderischen Tätigkeit beruhend [gilt], wenn sie sich für den Fachmann nicht in naheliegender Weise aus dem Stand der Technik ergibt“.
Das europäische Patentübereinkommen (EPÜ) folgt in seinen Artikeln 52 und 56 wortgleich der gleichen Gesetzgebungssystematik wie das deutsche Patentgesetz in seinen §§ 1 und 4.
Gleiches gilt für das französische Patentgesetz in seinen Artikeln 6 und 10.

### Patentzusammenarbeitsvertrag (PCT)
Im Patentzusammenarbeitsvertrag ist die Systematik ähnlich: Art. 33 Abs. 1 fordert das Vorliegen erfinderischer Tätigkeit und definiert in Art. 33 Abs. 3, dass “...eine beanspruchte Erfindung als auf einer erfinderischen Tätigkeit beruhend [gilt], wenn sie für einen Fachmann nach dem Stand der Technik, wie er in der Ausführungsordnung umschrieben ist, nicht zu dem vorgeschriebenen maßgeblichen Zeitpunkt als naheliegend anzusehen ist.”.

### US-Patentgesetz
Das US-Patentgesetz wird mit „USC 35“ (USC = United States Code) angesprochen. Statt „inventive step“ verwendet USC 35 den Begriff „not obvious“ und fordert in § 103 (korrekte Zitierung „35 U.S.C. 103)“ für Patentwürdigkeit, dass „... the differences between the subject matter sought to be patented and the prior art are such that the subject matter as a whole would have been [not] obvious at the time the invention was made to a person having ordinary skill in the art ...“.

## Systematische Funktion und Inhalt des Kriteriums
Wirtschaftlich sinnvoll und rechtspolitisch gewollt ist es, Schutzrechte auf triviale Abwandlungen oder Kombinationen bekannter Aspekte zu vermeiden. Es soll kein unübersichtliches Rechtegestrüpp aus Patenten auf Banalitäten entstehen, das eine Verrechtlichung und damit ungerechtfertigte Erschwernis des wirtschaftlichen Agierens nach sich ziehen würde.
Das Kriterium der erfinderischen Tätigkeit fordert deshalb in der heutigen Handhabung umgangssprachlich und verkürzt ausgedrückt, dass eine technische Erfindung, um patentfähig zu sein, aus fachmännischer Perspektive mehr sein muss als eine einfache Abwandlung oder Kombination von schon vorher bekannten technischen Lehren. Damit sollen simple Überarbeitungen bekannter Lehren (Abänderungen und Kombinationen) frei von Patentrechten bleiben und nur die markanten Erfindungen dem Patentschutz zugänglich sein.

## Entstehung
Im Verlaufe der ersten industriellen Revolution mit ihren großen Fortschritten erschienen in allen Industrieländern zahlreiche technisch triviale Objekte und nichttechnische Methoden, auf die auch Ausschließungsrechte beansprucht wurden. Diese „Erfindungen“, unwillkürlich als nicht patentwürdig abgeschätzt, konnten insbesondere in den Ländern mit einem Vorprüfungssystem und mit den gesetzlichen Normen der Neuheit und der Nützlichkeit allein nicht abgewehrt werden:
In England setzte sich die Anforderung durch, dass eine patentfähige Erfindung ein neues, mit Fleiß und Scharfsinn geschaffenes Prinzip sein muss (so Vizekanzler Sir John Leach), dass sich auf einen „inventive step“ gründen müsse (Patentgesetz von 1932). In den Vereinigten Staaten von Amerika behauptete sich die Regel aus den 1850er Jahren, dass eine patentfähige Erfindung auf einem Erfindungsakt beruhen muss, der das übersteigt, was sich auch ein Fachmann (skillful mechanic) ausdenken könne.
In Deutschland wurde hingegen verlangt, dass eine patentfähige Erfindung eine wesentliche Verbesserung sei, dass sie ein vorteilhafteres Ergebnis zeitige. In den 1880er Jahren erarbeitete das Kaiserliche Patentamt, dem erstklassige Ingenieure als „Mitglieder“ angehörten, das Bewertungskriterium „Technischer Fortschritt“, das später zum „Wesentlichen technischen Fortschritt“ erweitert wurde. Die nord-, mittel- und osteuropäischen Staaten übernahmen das Kriterium ebenfalls. Anfang des 20. Jahrhunderts befand indessen das Reichsgericht – vermutlich auf sein amerikanisches Gegenstück blickend, den Supreme Court –, dass einer Erfindung ein Schaffen zugrunde liegen müsse, das über das gewöhnliche fachmännische Können und Tun erheblich hinausgegangen war; es wurde „Erfindungshöhe“ genannt. Das Reichspatentamt zögerte jedoch, sich dieser psychologischen Sicht anzuschließen. Um 1930 setzten sich schließlich der „Technische Fortschritt“ und die „Erfindungshöhe“ als zwei gleichgewichtete Kriterien der Patentfähigkeit durch. So blieb es bis zum europäisch harmonisierten deutschen Patentgesetz von 1981.
Die nord-, mittel- und osteuropäischen („deutsch-orientierten“) Patentrechte beurteilten also, ob das vom Erfinder Erfundene technisch fortschrittlich war. Die angelsächsischen Rechtssysteme bewerteten hingegen eine dem Erfinder unterstellte Gedankenfolge seines Erfindens. Das Kriterium der einen war also technisch fundiert und zielte auf das Ergebnis, das der anderen war begabungspsychologisch geprägt und zielte auf das gedankliche Wie des Entstehens.
Die europäischen nationalen und übernationalen Patentgesetze der 1970er und 1980er Jahre übernahmen ausdrücklich nicht – gegen den Willen der Schweiz – das Kriterium des technischen Fortschrittes. Sie normierten stattdessen das begabungspsychologische Kriterium einer „erfinderischen Tätigkeit“. (In den anderen nationalen Gesetzen stehen dafür die Worte inventive step, activité inventive oder actividad inventiva.) Die „erfinderische Tätigkeit“ müsse „der Fachmann“ beurteilen. Der Bruch von einem technischen zu einem begabungs-psychologischen Kriterium verlief nicht ohne Bedenken.
Damals hatten sich offensichtlich die Europäer den Amerikanern und deren Konzept von „skilled person“ und „non-obviousness“ gänzlich angepasst. Der US-Code 35 von 1952 (Patentgesetz) bestimmte nämlich in Sec. 103: Es gibt kein Patent, wenn der Unterschied der Erfindung (the subject matter) zum Stande der Technik (the prior art) nur derart ist, dass sie für einen einschlägigen Fachmann (a person having ordinary skill) naheliegend gewesen wäre (have been obvious).

## Ausfüllung des Kriteriums
Die vereinheitlichten europäischen Patentgesetze bestimmen einhellig, dass eine Erfindung nur dann patentfähig ist, wenn sie sich unter anderem für den Fachmann nicht in naheliegender Weise aus dem Stand der Technik ergibt. Es wird also ein Vergleich zwischen Erfindung und dem Stand der Technik aus fachmännischer Sicht vorgenommen und dabei auf nicht naheliegende Unterschiede abgefragt.
Der Fachmann ist dabei keine reale, sondern eine fiktive Rechtsperson. Ihm werden durchschnittliche Fähigkeiten der im jeweiligen Metier tätigen Personen unterstellt.
Eine Erfindung wird als nicht naheliegend angesehen, wenn man von einem Fachmann nicht erwarten kann, dass er, ausgehend vom Stand der Technik, auf die Erfindung alsbald und mit einem zumutbaren Aufwand gekommen wäre.
Der Begriff Stand der Technik verkörpert nicht, wie es das Wort „Stand“ vermuten lassen könnte, den momentanen Ist-Stand eines technischen Fachgebietes, sondern dessen Umfang mit allen seinen seit eh und je entstandenen Dingen und Methoden, auch mit allem, was technisch längst überholt ist oder was schon von vornherein unwirksam war. Zu diesem Stand zählt jedenfalls alles, was irgendwann vor dem Anmeldetag der Erfindung zum Patent irgendwo und irgendwie auf der Welt öffentlich geworden ist.
Die zu beurteilende Erfindung ist Gegenstand der Patentansprüche, die jeder Patentanmeldung beiliegen müssen.
Das Kriterium der erfinderischen Tätigkeit ist nach der Rechtsprechung des Bundespatentgerichts, des Bundesgerichtshofs und der technischen Beschwerdekammern des Europäischen Patentamts rein objektiv zu verstehen. Es spielt keine Rolle, wie die zu beurteilende Erfindung tatsächlich gemacht worden ist und ob sie subjektiv für den Erfinder eine besondere Leistung bedeutet hat.
Bei Zweifeln am Vorliegen einer erfinderischen Tätigkeit (Mangel an Erfindungshöhe) kommt es zu Beanstandungen im Prüfungsverfahren und, wenn sie nicht ausgeräumt werden können (etwa durch Formulierung spezifischer gefasster Patentansprüche), zur Zurückweisung der Patentanmeldung. Sie ist auch in der weit überwiegenden Zahl der Widerrufe oder der Nichtigerklärungen von Patenten der maßgebende Grund. In der Praxis der Patenterteilungsverfahren ist die Diskussion zwischen Anmelder und Patentamt um die erfinderische Tätigkeit der aufwändigste Aspekt.
Von Kritikern werden die Kriterien für die erfinderische Tätigkeit als unscharf und nicht valide angesehen; die erfinderische Tätigkeit sei nicht oder nur schwer operabel. Der Begriff der erfinderischen Tätigkeit ist gesetzgebungstechnisch ein unbestimmter Rechtsbegriff.

## Beurteilung erfinderischer Tätigkeit am Europäischen Patentamt
Im Folgenden wird die Praxis des Europäischen Patentamts zur Beurteilung der erfinderischen Tätigkeit im Rahmen des patentamtlichen Prüfungsverfahrens dargestellt. Diese Praxis stimmt weitestgehend mit der deutschen Praxis überein.
Zur Beurteilung der erfinderischen Tätigkeit hat sich der sogenannte Aufgabe-Lösungs-Ansatz durchgesetzt, der eine objektive und nachvollziehbare Beurteilung der erfinderischen Tätigkeit ermöglicht. Der Aufgabe-Lösungs-Ansatz gliedert sich in drei Phasen:
1. Ermittlung des nächstliegenden Stands der Technik sowie des einschlägigen Fachmanns,
2. Bestimmung der zu lösenden objektiven technischen Aufgabe, und
3. Prüfung des Naheliegens der beanspruchten Erfindung für den einschlägigen Fachmann.

Der Aufgabe-Lösungs-Ansatz ist im Normalfall vom Europäischen Patentamt bei der Prüfung anzuwenden. Seine unbegründete Nichtanwendung kann im Rahmen der Beschwerde zur Aufhebung der angefochtenen Entscheidung und Zurückverweisung führen.
Zu 1.)  Ermittlung des nächstliegenden Stands der Technik sowie des einschlägigen Fachmanns:
Der nächstliegende Stand der Technik ist eine einzige Offenbarung, die den erfolgversprechendsten Ausgangspunkt für eine naheliegende Entwicklung darstellt, die zur beanspruchten Erfindung führt. Diese und weitere Offenbarungen werden im Rahmen einer Recherche, welche dem Prüfungsverfahren vorgeschaltet ist, normalerweise ermittelt. Der nächstliegende Stand der Technik sollte demselben oder einem verwandten technischen Gebiet zugeordnet und auf einen ähnlichen Zweck oder ähnliche Wirkung ausgerichtet sein wie die beanspruchte Erfindung.
Zu 2.) Bestimmung der zu lösenden objektiven technischen Aufgabe:
Zur Bestimmung der zu lösenden objektiven technischen Aufgabe werden die zwischen dem Stand der Technik und der Erfindung bestehenden Unterscheidungsmerkmale untersucht. Die zu lösende objektive technische Aufgabe besteht darin, über die Abänderung oder Anpassung des nächstliegenden Stands der Technik, die technischen Wirkungen zu erzielen, welche die Erfindung über den Stand der Technik mit sich bringt. Die zu lösende objektive technische Aufgabe muss nicht mit der in den Anmeldeunterlagen der Erfindung formulierten Aufgabe übereinstimmen. Die zu lösende objektive technische Aufgabe kann manchmal auch als eine Aneinanderreihung verschiedener Teilaufgaben gesehen werden, wenn bestimmte Unterscheidungsmerkmale in Kombination miteinander keine technische Wirkung erzielen.
Zu 3.) Prüfung des Naheliegens der beanspruchten Erfindung für den einschlägigen Fachmann:
Ob die beanspruchte Erfindung für den Fachmann naheliegend gewesen wäre, wird angesichts des entgegengehaltenen Stands der Technik und der objektiven technischen Aufgabe geprüft. Hierzu wird der nächstliegende Stand der Technik mit jeweils einer weiteren Offenbarung verknüpft, um die Aufgabe bzw. eine der Teilaufgaben zu lösen. Dabei muss es wahrscheinlich sein, dass der Fachmann die weitere Offenbarung mit dem nächstliegenden Stand der Technik in Verbindung bringen würde. Der nächstliegende Stand der Technik und die weitere Offenbarung sollten zumindest aus benachbarten Gebieten stammen, oder die weitere Offenbarung sollte zu einem allgemein üblichen Wissensstand gehören.
Generell vermögen eine bloße Verschlechterung und eine willkürliche, nicht funktionelle Veränderung des Stands der Technik keine erfinderische Tätigkeit zu begründen.

## „Erfinderischer Schritt“ im Gebrauchsmusterrecht
Nach § 1 Abs. 1 Satz 1 GebrMG erfordert der Gebrauchsmusterschutz einen erfinderischen Schritt anstelle der erfinderischen Tätigkeit bei Patenten. Die Vermutung, dass damit geringere Anforderungen für Gebrauchsmuster gegenüber Patenten gelten könnten, hat der BGH in der Entscheidung „Demonstrationsschrank“ zurückgewiesen.